# Aurea aurea
Aurea aurea är en fjärilsart som beskrevs av William Chapman Hewitson 1862. Aurea aurea ingår i släktet Aurea och familjen juvelvingar. Inga underarter finns listade i Catalogue of Life.